# Matías González (calciatore 2002)
Matías Nahuel González (Buenos Aires, 28 febbraio 2002) è un calciatore argentino, centrocampista del Banfield.

## Caratteristiche tecniche
È un centrocampista offensivo dotato di buona tecnica di base che può essere impiegato anche da mezzala o seconda punta.

## Carriera
Cresciuto nel settore giovanile del Banfield, debutta in prima squadra il 6 aprile 2021 in occasione dell'incontro di coppa di lega pareggiato 2-2 contro l'Estudiantes (LP).

## Statistiche

### Presenze e reti nei club
Statistiche aggiornate al 5 ottobre 2021.
| Stagione        | Squadra         | Campionato      | Campionato | Campionato | Coppe nazionali | Coppe nazionali | Coppe nazionali | Coppe continentali | Coppe continentali | Coppe continentali | Altre coppe | Altre coppe | Altre coppe | Totale | Totale |
| Stagione        | Squadra         | Comp            | Pres       | Reti       | Comp            | Pres            | Reti            | Comp               | Pres               | Reti               | Comp        | Pres        | Reti        | Pres   | Reti   |
| --------------- | --------------- | --------------- | ---------- | ---------- | --------------- | --------------- | --------------- | ------------------ | ------------------ | ------------------ | ----------- | ----------- | ----------- | ------ | ------ |
| 2021            | Banfield        | PD              | 4          | 0          | CA+CdL          | 1+1             | 0               |                    | -                  | -                  |             | -           | -           | 6      | 0      |
| Totale carriera | Totale carriera | Totale carriera | 4          | 0          |                 | 2               | 0               |                    | -                  | -                  |             | -           | -           | 6      | 0      |